# Anostomoides laticeps
Anostomoides laticeps és una espècie de peix de la família dels anostòmids i de l'ordre dels caraciformes.

## Hàbitat
Viu en zones de clima tropical.

## Distribució geogràfica
Es troba a Sud-amèrica: conques dels rius Essequibo, Orinoco i Solimões.